# Love, Nina
Love, Nina (br: Com amor, Nina) é uma série de televisão britânica de 2016 estrelada por Faye Marsay e Helena Bonham Carter. Foi adaptado por Nick Hornby a partir do livro Love, Nina: Despatches from Family Life de Nina Stibbe.
A série estreou na BBC One em 20 de maio de 2016 e teve cinco episódios. Em 15 de maio de 2017, foi disponibilizado para transmissão na Netflix no Reino Unido.

## Elenco e personagens
- Faye Marsay como Nina Stibbe
- Helena Bonham Carter como George Bulut
- Jason Watkins como Malcolm Turner
- Joshua McGuire como Mark Nunney
- Sam Frears como Ray
- Ethan Rouse como Joe
- Harry Webster como Max
- Selina Cadell como Ursula Vaughan Williams